# Horten H III

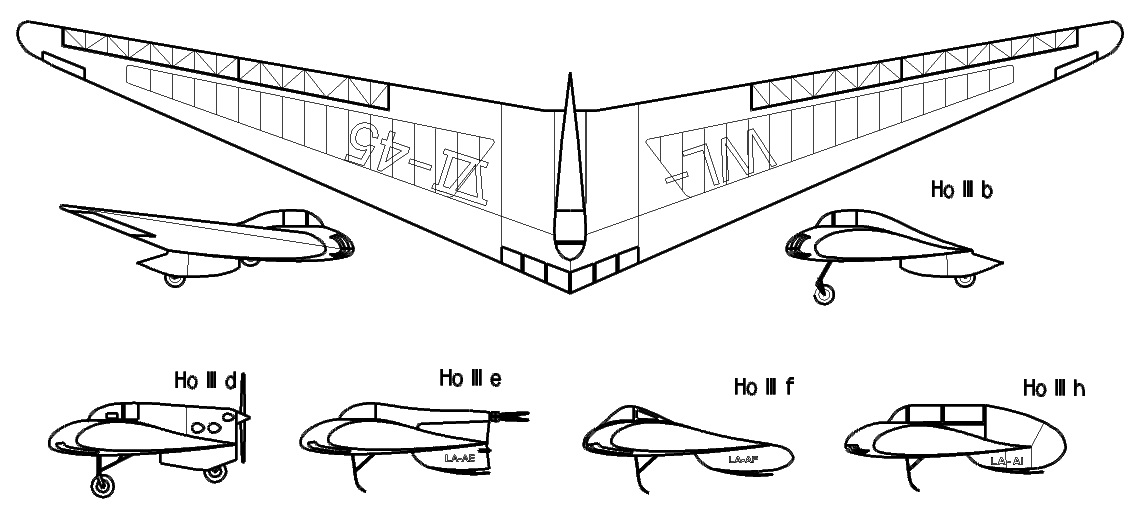
Varianten der H III

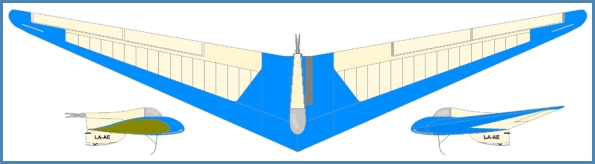
H IIIe 1943

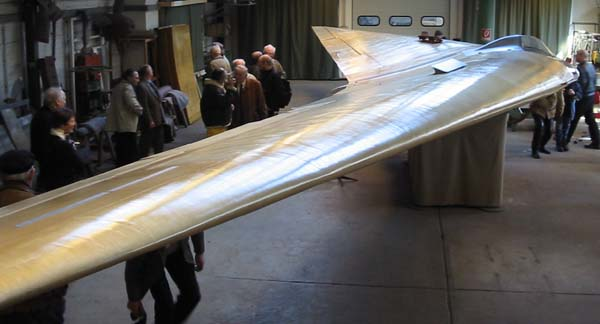
Horten IIIf in Berlin

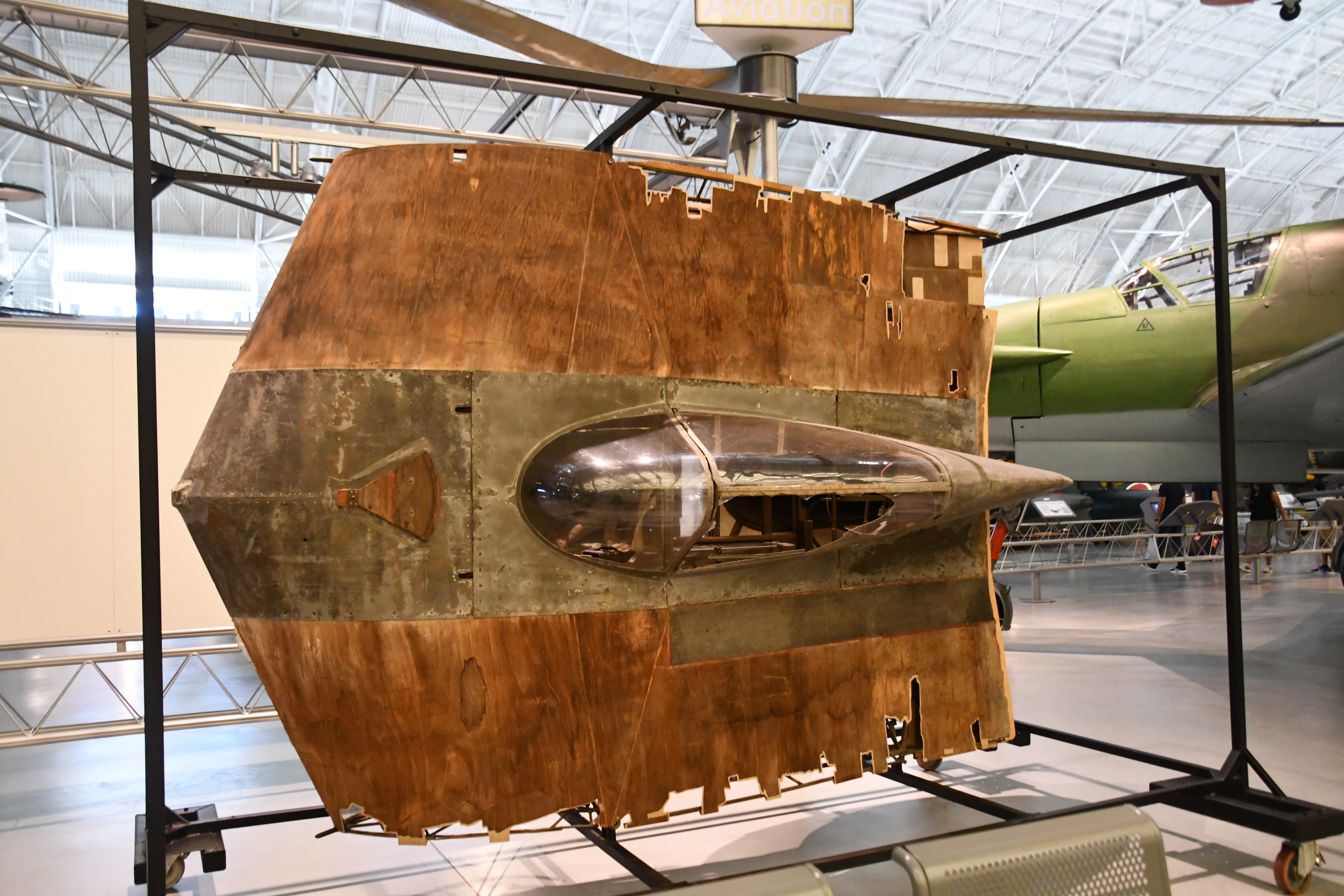
Mittelstück des Doppelsitzers H IIIh

Die Horten H III ist ein Nurflügelflugzeug, das von den Brüdern Reimar und Walter Horten entwickelt wurde.

## Geschichte
Zum Rhönwettbewerb im Jahr 1938 wollten die Brüder mit einem neuen, verbesserten Flugzeugtyp antreten. Also entstanden zwei Maschinen, H III a und c genannt, von denen eine zeitweilig mit einem kleinen Hilfsflügel über der Pfeilspitze ausgestattet war. Die Maschinen des Typs H III zeigten gute Eigenschaften, beide gingen aber bei einem Wolkenflug durch Hagelschlag zu Bruch. Beide Maschinen hatten in der Gewitterwolke über 8000 m Höhe erreicht. Während der Pilot Heinz Scheidhauer mit schweren Erfrierungen überlebte, kam Werner Blech beim Flug mit der H III c ums Leben.
Trotzdem sollte die Horten III mit 19 gebauten Exemplaren zum Haupttyp der Horten-Nurflügel werden. Die verschiedenen Unterversionen sind:
- H III a – Einzelstück, noch mit schlankerem Außenflügel (D-12-348).
- H III b – Serienmodell, zehn gebaut.
- H III c – Einzelstück mit Vorflügel (D-12-347).
- H III d – Einzelstück, Motorsegler mit Walter-Mikron-Motor, intern „Butterfliege“ genannt.
- H III e – Einzelstück, Motorsegler mit VW-Motor und Faltluftschraube.
- H III f – liegende Pilotenposition, zwei gebaut.
- H III g – Doppelsitzer, zwei gebaut.
- H III h – Einzelstück, Doppelsitzer.

Für die späteren Modelle wurden zum Teil Baugruppen der zehn H III b verwendet. Die Spannweite aller H III betrug 20,4 Meter und der Flügel war in der Mitte mit einem momentfreien Horten-S-Schlag-Profil, außen mit einem symmetrischen Profil ausgestattet.
Die geometrische Verwindung des Flügels erfolgte ab der halben Spannweite gemäß der Hortenschen Glocken-Auftriebverteilung. Die Steuerung erfolgte über unterteilte Elevons am Außenflügel mit unterschiedlich überlagerten Funktionen. Als Seitenruder dienten Nasen-Spreizklappen an der Flügelspitze. An dem Motorsegler H III e wurde erstmals eine Faltluftschraube verwendet. Der Aufbau entsprach generell dem der Horten H II. Erhalten ist lediglich eine H IIIf sowie das unrestaurierte Mittelstück des Doppelsitzers H IIIh in den USA.
Die Produktion dürfte bis 1944 und darüber hinaus geplant gewesen sein, wie Unterlagen aus dem Bestand des Rheinisch Westfälischen Wirtschaftsarchivs in Köln vermuten lassen. Ob die Horten III tatsächlich noch 1944/45 produziert wurde, ist indes aufgrund der Kriegslage zweifelhaft.

## Technische Daten
| Kenngröße              | Daten                                    |
| ---------------------- | ---------------------------------------- |
| Besatzung              | 1                                        |
| Länge                  |                                          |
| Spannweite             | 20,5 m                                   |
| Höhe                   |                                          |
| Flügelfläche           | 36 m²                                    |
| Flügelstreckung        | 11,6                                     |
| Nasenpfeilung          | 24,3°                                    |
| Gleitzahl              | ~27 bei 75 km/h                          |
| Leermasse              | 298 kg (Segler) 350–360 kg (Motorsegler) |
| max. Startmasse        | 478 kg                                   |
| Flächenbelastung       | 11,3 kg/m²                               |
| Mindestgeschwindigkeit | 45–50 km/h                               |
| Höchstgeschwindigkeit  | 210 km/h                                 |